# ديب بلو ضد كاسباروف 1996 المباراة الأولى

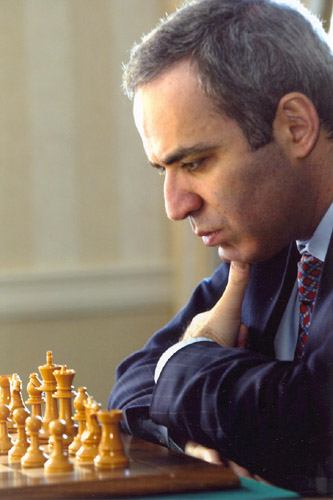
World Champion Garry Kasparov

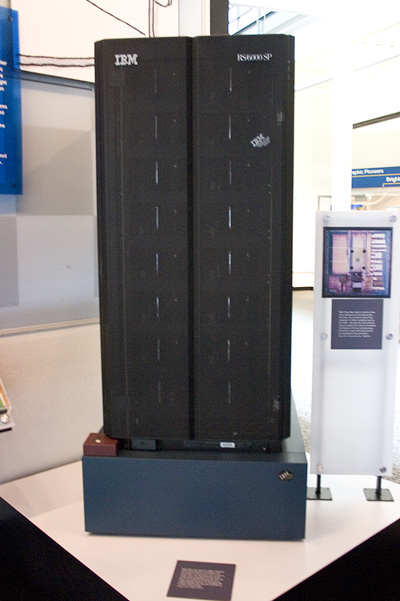
IBM's Deep Blue (model)

ديب بلو- كاسباروف، 1996، أول مباراة هي لعبة شطرنج مشهورة قام فيه انسان باللعب ضد كومبيوتر. حيث كانت أول مباراة في عام 1996 من لعبة ديب بلو ضد غاري كاسباروف، وحيث ولأول مرة تمكن كومبيوتر يجيد الشطرنج من هزم بطل العالم في ذلك الوقت في ضل شروط بطولة الشطرنج العادية (بالتحديد، التحكم القياسي بالوقت؛ 40 حركة في ساعتين في هذه الحالة). 

## نظرة عامة
ديب بلو هو كومبيوتر طور من قبل IBM للتغلب على الأستاذ الكبير غاري كاسباروف أفضل لاعب شطرنج في العالم في ذلك الوقت وفقا لتقييمات Elo. مستخدما اللون الأبيض فاز ديب بلو في أول مباراة من ست مباريات في 10 فبراير عام 1996 في فيلادلفيا، بنسلفانيا. تمكن كاسباروف من العودة خلال الخمسة مباريات اللاحقة حيث فاز في ثلاث وتعادل في اثنتين، ليتغلب على الآلة بجدارة في لعبة عام 1996.

## المباراة
الأبيض: ديب بلو   الأسود: كاسباروف   الافتتاحية: الدفاع الصقلي، Alapin تباين (ECO B22)
1. e4 c5 2. c3
من الشائع أكثر لعب 2.Nf3، ولكن كاسباروف يملك خبرة عميقة بذلك الصف، ليذهب كتاب افتتاح الأبيض لاتجاه اخر. يقوم فريق IBM بتحديد الحركات الافتتاحية التي يقوم بها ديب بلو.
2. d5 3. exd5 Qxd5 4. d4 Nf6 5. Nf3 Bg4 6. Be2 e6 7. h3 Bh5 8. 0-0 Nc6 9. Be3 cxd4 10. cxd4 Bb4  
حركة أكثر شيوعا هنا هي Be7. تحريك الفيل بطريقة غير عادية كان نهجا جديدا بالنسبة لكاسباروف. لو قام ب 11.Nc3 Qa5 12.Qb3 لأصبحت مشابه لمباراة لعبها كاسباروف سابقا ضد كرامنيك. هناك جدال حول جدارة هذه الحركة الجديدة. ترك الكومبيوتر كتابه الافتتاحي بعد هذه الحركة وبدء بحساب الحركات الخاصة به.
11. a3 Ba5 12. Nc3 Qd6 13. Nb5 Qe7 14. Ne5! Bxe2 15. Qxe2 0-0 16. Rac1 Rac8 17. Bg5
لدى الأسود مشكلة الآن، الحصان محاصر على f6.
17... Bb6 18. Bxf6 gxf6
كاسباروف يتجنب …Qxf6? لان الأبيض سوف يحصل على ميزة في 19.Nd7 بمهاجمة القلعة أو الوزير. لاحظ أن ملك كاسباروف أصبح مكشوفنا أكثر الآن.
19. Nc4!
لا يمكن للأسود أخذ جندي-d4 بسبب Qg4+.
19... Rfd8 20. Nxb6! axb6 21. Rfd1!? f5 22. Qe3!?
حركتان تثيران التساؤل لديب بلو. 21.Qg4+ Kh8 22.Rcd1 كانت أفضل، تهدد جهة ملك الأسود من الرقعة باستخدام الوزير وقلعة الوزير الأبيض.  
22... Qf6 23. d5!

هذا النوع من التضحية بالجندي هو من أسلوب كاسباروف المعتاد. علق كاسباروف على حركته 23.d5 بأنها قد تعتبر حركة ضد نفسه، لأنها تأثر على عملية تضحيته بالجندي وتفتح الرقعة للأبيض، وكون ملك الأسود مكشوف يشير إلى إمكانية وجود طريقة لاستغلال الفرصة. حاول كاسباروف مهاجمة جنديd- للأبيض، ولكن الكمبيوتر قرر التقدم بحكمة بدلا من محاولة حمايته.

Animation of the game

23... Rxd5 24. Rxd5 exd5 25. b3! Kh8?
حاول كاسباروف الاستعداد لهجوم مضاد عن طريق تهيئة القلعة للتحرك إلى g-file، ولكنها لن نتنجح. أقترح بورغيس بأن 25…Ne7 26.Rxc8+ كانت لتكون أفضل، ولكن سوف يحتفظ الأبيض ببعض الأفضلية. كين يرى بأن 25…Rd8! 26.Qxb6 Rd7 كانت أفضل خيار للأسود، مما يساعده على تقوية الجنديd- وجهة الوزير من الرقعة.
26. Qxb6 Rg8 27. Qc5
كان الأسود يهدد 27…Qg5 وفي موقع يمكنه مهاجمة g2 أو قلعة الأبيض.
27... d4? 28. Nd6 f4 29. Nxb7
حركة عادية بنسبة لكمبيوترات هذه الأيام؛ الأبيض يهاجم أحد الجنود ليحصل على ميزة صغيرة. لم يتعرف ديب بلو على أي محاولة اطاحة بالملك من قبل الأسود، لذا يحاول السيطرة على أكبر قدر ممكن من الرقعة.
29... Ne5 30. Qd5
30.Qxd4?? سوف يخسر ل 30…Nf3+. إذا تحرك الأسود إلى 30.Nd6 ليحصل على الحصان في 31.Qxe5، سيحصل الأسود على تقدم كبير في g-file بعد 30…Nf3+ 31.Kh1 Qg6. علق كاسباروف على خصمه لاحقا قائلا: «هجمتي في الجزء الأخير من اللعبة كانت لتخيف العديد من اللاعبين إلى حد ارتكابهم خطأ أو اثنين، ولكن ليس هذا».
30... f3? 31. g3 Nd3
يبدو كأن بإمكان الأسود القضاء على الأبيض ب 31…Qf4، يتهدد …Qxc1+ و 32.Kh2 Rxg3!! معا لحصد الفوز. لكن بإمكان الأبيض لعب 32.Rc8!! وقلب الطاولة على الأسود، من الممكن ان كاسباروف قد رأى ذلك وخطط ل
32…Qg5 33.h4 Rxc8!! 34.hxg5 Rc1+ 35.Kh2 Ng4+ 36.Kh3 Nxf2+
ويهدد الملك بالحركة التالية، ولكن يمكن لديب بلو تخريب كل ذلك ب 33.Rc5.
32. Rc7 Re8??
قام كاسباروف بخطأ فادح، ظانا ان بإمكانه تجميع هجمة على ملك الأبيض. لكن ديب بلو أدرك أنه لا يوجد خطر حقيقي وتابع زيادة سيطرته على الرقة.
33. Nd6 Re1+ 34. Kh2 Nxf2 35. Nxf7+ Kg7
35…Qxf7 36.Qb8+ ويفوز الأبيض.
36. Ng5+ Kh6 37. Rxh7+ 1–0
بعد 37…Kg6 38.Qg8+ Kf5 39.Nxf3، لا يمكن للأسود مقابلة التهديدات المتزامنة على 40.Nxe1, 40.Rf7 and 40.Qd5+. استسلم كاسباروف.

## اقرأ أيضا
- Deep Blue versus Garry Kasparov

- List of chess games